# Альбрехт Шлезвиг-Гольштейн-Зондербург-Глюксбургский
Принц Альбрехт Шлезвиг-Гольштейн-Зондербург-Глюксбургский (нем. Albert von Schleswig-Holstein-Sonderburg-Glücksburg; 15 марта 1863, Киль — 23 апреля 1948, Глюксбург) — пятый и младший ребёнок герцога Фридриха Глюксбургского и принцессы Аделаиды Шаумбург-Липпской, племянник короля Дании Кристиана IX.
Семейным договором 1904 года Альбрехт был признан наследником Великого герцогства Ольденбург в случае пресечения правящей династии.

## Браки и дети
14 октября 1906 года в Гельнхаузене принц Альбрехт женился на графине Ортуде фон Изенбург-Бюдинген (1879—1918), дочери графа Карла Изенбурга и Бюдингена (1819—1900). У супругов было четверо детей:
- принцесса Мария Луиза (8 декабря 1908 — 29 декабря 1969), в ноябре 1920 года удочерена герцогом Эрнстом Гюнтер Шлезвиг-Гольштейнским, родственником своего отца. 19 апреля 1934 года она вышла замуж за барона Рудольфа-Карла фон Стендаля (развод 10 августа 1955 года), оставила потомство. 15 октября 1962 года повторно вышла замуж за принца Фридриха Кристиана Шаумбург-Липпского.
- принц Фридрих Вильгельм (29 декабря 1909 — 6 июня 1940), погиб на войне.
- принц Иоганн Георг (24 июля 1911 — 23 июня 1941), в ноябре 1920 года усыновлён герцогом Эрнстом Гюнтер Шлезвиг-Гольштейнским, родственником своего отца. Погиб на войне.
- Фридрих Фердинанд (14 мая 1913 — 31 мая 1989), 1 сентября 1943 года женился на герцогине Анастасии Мекленбургской, оставил потомство.

Овдовев, Альбрехт 19 сентября 1920 года женился во второй раз, на принцессе Герте фон Изенбург-Бюдинген (1883—1972), дочери Бруно, 3-го принца Изенбург-Бюдингена. У них была одна дочь:
- принцесса Ортуда (19 декабря 1925 — 6 февраля 1980), с 5 сентября 1951 года замужем за принцем Эрнстом Августом IV Ганноверским, оставила потомство.

## Титулы
- 15 марта 1863 — 19 декабря 1863: Его Светлость принц Альбрехт Шлезвиг-Гольштейн-Зондербург-Глюксбургский
- 19 декабря 1863 — 23 апреля 1948: Его Высочество принц Альбрехт Шлезвиг-Гольштейн-Зондербург-Глюксбургский